# Maurice Kéroul
Maurice Raymond Queyroul dit Maurice Kéroul, né le 30 novembre 1885 dans le 5e arrondissement de Paris et mort le 19 mai 1976 à Boulogne-Billancourt, est un cinéaste français.

## Biographie
Maurice Kéroul est le fils de l'auteur dramatique Henri Queyroul dit Henri Kéroul (1854-1921). 
La majeure partie des films qu'il réalisa le furent en collaboration avec Georges Monca. Il fut également scénariste.

## Filmographie partielle

### Comme réalisateur
- 1924 : Die Geliebte des Mörders
- 1924 : L'Ironie du sort
- 1924 : La Double existence de Lord Samsey
- 1925 : Cheveux blancs, boucles blondes
- 1925 : L'engrenage
- 1925 : Sans famille
- 1926 : Le Chemineau
- 1928 : Miss Helyett
- 1929 : Graine au vent
- 1930 : Les papillons de nuit
- 1935 : Une nuit de noces
- 1936 : Trois jours de perm'
- 1936 : Les frères Delacloche
- 1937 : Le Choc en retour

### Comme scénariste
- 1908 : L'armoire normande
- 1909 : La fiancée récalcitrante
- 1909 : Pauvre gosse
- 1910 : Le Jupon de la voisine ou Le Monsieur au pourboire de Georges Monca
- 1910 : La Cigale et la Fourmi de Georges Monca
- 1911 : Gontran a peur du choléra
- 1911 : L'Agence Alice ou la Sécurité des ménages  de Georges Monca
- 1912 : Bal costumé
- 1912 : La Fille des chiffonniers
- 1912 : Willy veut déjeuner sans payer
- 1913 : Willy contre le divorce
- 1913 : La Moche de Georges Denola
- 1913 : Trois Femmes pour un mari de et avec Charles Prince
- 1914 : La Fille du clown de Georges Denola
- 1914 : Willy a perdu 500 francs
- 1914 : Willy fils du roi du porc
- 1915 : La Goualeuse  de Georges Monca
- 1924 : Altemer le cynique
- 1924 : Die Geliebte des Mörders
- 1924 : Grand-mère
- 1924 : L'Ironie du sort
- 1924 : La Double existence de Lord Samsey
- 1925 : Cheveux blancs, boucles blondes
- 1925 : Sans famille
- 1937 : Le Choc en retour
- 1947 : La dame de haut le bois